# 宗像警察署
宗像警察署（むなかたけいさつしょ）は福岡県警察が管轄する警察署の一つで、福岡地区に属す。署長の階級は警視。

## 所在地
- 福岡県宗像市東郷1-2-2
（福岡県道97号福間宗像玄海線・福岡県道92号宗像篠栗線「宗像警察署入口」交差点の北側。最寄駅はJR九州鹿児島本線東郷駅）

## 管轄区域
- 宗像市、福津市

## 沿革
- 1876年2月24日 芦屋警察出張所赤間分屯所発足
- 1954年7月1日 福岡県宗像警察署と改称
- 1984年11月24日 現庁舎新築

## 組織
- 総務課
- 会計課
- 交通課
- 警備課
- 地域課
- 刑事課
- 生活安全課
- 留置管理係
- 警察安全相談係

## 交番
（　）の中は、読み・所在地
- 教育大前（きょういくだいまえ・宗像市陵厳寺4-8-1）
- 赤間駅前（あかまえきまえ・宗像市土穴3-1-46）
- 東郷（とうごう・宗像市田熊3-3-8）
- 自由ヶ丘（じゆうがおか・宗像市自由ヶ丘1085-2）
- 原町（はるまち・宗像市原町275-1）
- 東福間駅前（ひがしふくまえきまえ・福津市東福間4-18-1）
- 福間（ふくま・福津市中央3-9-37）
- 津屋崎（つやざき・福津市津屋崎3-11-1）

## 駐在所
（　）の中は、読み・所在地
- 鐘崎（かねざき・宗像市鐘崎422-10）
- 神湊（こうのみなと・宗像市神湊935-1）
- 池田（いけだ・宗像市池田1302-10）
- 宗像大社前（むなかたたいしゃまえ・宗像市深田101-2）
- 大島（おおしま・宗像市大島1809-5）

## 管内の未解決事件
福間主婦強盗殺人事件
1976年（昭和51年）3月25日、福岡県宗像郡福間町の雑木林で、近くに住む主婦の女性（当時44）が遺体で発見された。女性は同県粕屋郡内の会社に勤務、24日の退社後、自宅近くのバス停でバスを降りた後、行方が分からなくなっており、行方を捜していた夫が女性の遺体を見つけた。女性は所持金が奪われていた。

## 無灯火バイク追跡中の一般車両とパトカー衝突事故
2016年（平成28年）6月に宗像市内の交差点でパトカーと乗用車の交通事故があり、パトカーがサイレンと赤色灯をつけた緊急走行中だったと宗像署が説明したのは誤りと発表した。事故を起こした男性巡査部長（38）が虚偽の説明をしていたという。
県警によると、事故は6月30日未明、同市くりえいと2丁目の交差点で発生。無灯火のオートバイを追跡していた巡査部長のパトカーと、福津市の会社員男性（32）の乗用車が出合い頭に衝突し、男性が腰を打撲する軽傷を負った。信号はパトカー側が点滅の赤信号で、緊急走行中でなければ一時停止義務があった。
事故直後、巡査部長はサイレンも赤色灯もついていなかったことに気付いていたが、現場に来た署員に「緊急走行中だった」と説明。男性が否定したことから県警が周囲の防犯カメラを調べたところ、うそが判明した。巡査部長は「追跡中に事故を起こし、言い出せなかった」と話しているという。